# 森江康太
森江康太（もりえ　こうた、1985年1月30日 - ）は、島根県松江市出身のアニメーション監督・演出家。MORIE Inc.代表。

## 経歴・人物
2006年東京マルチメディア専門学校卒業。2006年よりトランジスタ・スタジオに所属。NHKスペシャル、OVAシリーズ『FREEDOM』（監督・森田修平）などへCGアニメーターとして参加しキャリアをスタート。『FREEDOM』制作後期にはCGアニメーションチーフを務めるなど頭角を表す。監督の森田とは、後述する書籍には帯文を寄せるなど交流が継続している。なおこのときの同僚には坂本隆輔（YAMATOWORKS取締役/アニメーションディレクター）、松井祐亮（スタジオカラーCGI作画監督）、佐藤広大（スタジオななほし代表）、たつき（アニメ監督）らがいる。
NHKスペシャルでは『恐竜VSほ乳類 1億5千万年の戦い』を皮切りに『生命大躍進』『恐竜超世界』などで恐竜CGを継続的に手がけ、この実績が後述の映画ドラえもん参加につながっている
2010年、月刊CGWORLD誌にてCGアニメーションを解説する連載『アニメーションスタイル』をスタート。同連載は2012年に「アニメーションスタイル+ -原画・動画で学ぶ リアル&カートゥーンの動き」として書籍化された。なお、専門学校同期でトランジスタ・スタジオの同僚でもある秋元純一も、同時期にCGWORLD誌上で連載を開始している。
同年、ロックバンドamazarashi『夏を待っていました』MV（監督・YKBX）の制作に参加。amazarashi MVでは『古いSF映画』MVまでの計5作品でCGアニメーターを務める。
2012年、ピアニストHIDETAKE TAKAYAMAの楽曲『Express feat. Silla (múm) 』MVにて初監督。宮沢賢治『銀河鉄道の夜』をモチーフとした内容となっており、2016年には舞台化もされている。
2014年、京都学園大学テレビCMアニメーション監督。これまで培ってきたフルCGのキャラクターアニメーションに、部分的に作画を織りまぜるなどして好評を博す。2015年には続編CMを制作。
2016年、トランジスタ・スタジオより独立し、MORIE Inc.（株式会社モリエ）を立ち上げる。以後、映像の演出・監督業のほか、登壇、後進育成など幅広く活動を続ける。
2017年、映像作家100人に選出。
同年、NHK 連続テレビ小説 『ひよっこ』のタイトルバックをミニチュア写真家 田中達也と共に手がける。両者はのちに『日本橋髙島屋S.C. オープニングムービー 』（2018）、『ひよっこ2』でもコラボレーションを果たした。
2018年、月刊CGWORLD誌面上にてアニメーション監督宮本浩史、櫻木優平と対談。この三者は同年齢で同じデジタルアーティスト出身の監督と立場が近く、かねてより交流があった。
同年、コンピュータグラフィックスについて解説するNHKの番組・ＮＨＫプレマップ『コングラ～ＣＧの教室～ 』第２話「動かす」にCGアニメーターとして出演。
2019年、ロックバンドヨルシカ『ノーチラス』のMVを監督。『Express』MVに強い感銘を受けたヨルシカのコンポーザー・n-bunaの希望により実現したコラボレーションで、後にはヨルシカ『春泥棒』（2021年）のMV制作も担当、その制作過程についてn-bunaと対談を行なった。さらに『老人と海』Inspired Movies において、全8作品のうちの1作を手がけた。
2020年公開の映画『ドラえもん のび太の新恐竜』にCGアニメーションスーパーバイザーとして参加。これまでのCGアニメーション制作と継続的な恐竜CGへの取り組みを受けての抜擢となった。2018年夏頃より着手しており、リアルな恐竜CGとは異なる恐竜図鑑風に仕上げている
2021年、書籍『ポーズ・モーション・アニメーション!』を上梓。2020年9月まで月刊CGWORLD誌面上で行なっていた連載の再構成やアニメーションの12の基本原則を解説する内容。同年、YOASOBI『大正浪漫』MVにてキャラクターCG監督を務める。
2022年、NHK連続テレビ小説 『ちむどんどん』のメインビジュアル、タイトルバックをフルCGアニメーションで制作、好評を博す。同年、ヨルシカ『左右盲』MVを監督。楽曲について、「他の誰にもMVを作って欲しくないと思うほど」惚れ込んでMV制作に取り組んだと語っている。
地元愛が強く、東出雲町の地酒『王祿』を愛好する。

## 作品リスト

### ミュージックビデオ
- 2010年 amazarashi『光、再考』（0.6 ver.）（CGアニメーター[35]）
- 2010年 amazarashi『夏を待っていました』（CGアニメーター）
- 2010年 amazarashi『クリスマス』（CGアニメーター[36][37]）
- 2011年 amazarashi『アノミー』（CGアニメーター[38]）
- 2011年 amazarashi『古いSF映画』（CGアニメーター[39][40]）
- 2012年 HIDETAKE TAKAYAMA『Express feat. Silla (múm)』（監督）
- 2013年 村上隆『めめめ音頭』（演出・絵コンテ[41][42]）
- 2014年 Kiyoshi Sugo『Knocking On Your Door -Don't Wait-』（監督[43]） - ASIAGRAPH 2014 第二部門 入選[44]
- 2015年 High Speed Boyz『I wanna rock』（監督[45]）
- 2019年 ヨルシカ『ノーチラス』（監督）
- 2020年 GReeeeN『星影のエール』（監督）
- 2020年 ケツメイシ『ヨクワラエ』（監督）
- 2021年 ヨルシカ『春泥棒』（監督）
- 2021年 YOASOBI『大正浪漫』（キャラクターCG監督）
- 2021年 ヨルシカ『老人と海』Inspired Movie（監督）
- 2022年 SiM『The Rumbling』（CGディレクター）
- 2022年 ヨルシカ『左右盲』（監督）
- 2024年 ヨルシカ『晴る』（監督）

### アニメ
- 2006年-2008年 OVA『FREEDOM』全7巻（CGアニメーター。6-7巻ではCGアニメーションチーフ）
- 2011年 映画『ONE PIECE 3D 麦わらチェイス』（CGディレクター - トランジスタ・スタジオ担当パート[46]）
- 2016年 映画『Force of Will the Movie』 - オムニバス短編「Pinocchio」（監督[47][48][注 2]）
- 2017年 映画『プリキュアドリームスターズ!』（キャラクターアニメーター）
- 2017年 テレビアニメ『宝石の国』 オープニング映像（キャラクターアニメーター）
- 2018年 映画『劇場版マクロスΔ 激情のワルキューレ』（キャラクターアニメーター）
- 2018年 映画『HUGっと!プリキュア♡ふたりはプリキュア オールスターズメモリーズ』（キャラクターアニメーター）
- 2019年 映画『映画ドラえもん のび太の月面探査記』（おまけ映像）
- 2020年 映画『映画ドラえもん のび太の新恐竜』（CGアニメーションスーパーバイザー）
- 2021年 映画『シン・エヴァンゲリオン劇場版𝄇』（CGプロデューサー - MORIE Inc. 担当パート）
- 2021年 映画『竜とそばかすの姫』（CGプロデューサー - MORIE Inc. 担当パート）
- 2022年 映画『ドラゴンボール超 スーパーヒーロー』（CGラインプロデューサー - MORIE Inc. 担当パート）
- 2023年 映画『映画ドラえもん のび太と空の理想郷』（おまけ映像）
- 2024年 映画『映画ドラえもん のび太の地球交響楽』（CGアニメーションスーパーバイザー）

### TV・邦画
- 2006年 NHKスペシャル『恐竜VSほ乳類 1億5千万年の戦い』（CGアニメーター[49]）
- 2010年 NHKスペシャル『恐竜絶滅　ほ乳類の戦い』（アニメーションチーフ[50])
- 2016年 NHKスペシャル『生命大躍進』（アニメーションディレクター[51]）
- 2017年 NHKスペシャル『世紀の発見！日本の巨大恐竜』（アニメーションスーパーバイザー）
- 2017年 NHK大河ドラマ『おんな城主 直虎』オープニング映像（CGアニメーションディレクター）
- 2017年 NHKスペシャル『列島誕生ジオ・ジャパン』（アニメーションスーパーバイザー）
- 2017年 NHK連続テレビ小説 『ひよっこ』タイトルバック（監督）
- 2018年 NHKスペシャル時代劇『荒神』（アニメーションスーパーバイザー）
- 2018年 NHK連続テレビ小説 『半分、青い。』雀CG（アニメーションスーパーバイザー）
- 2018年 NHKプレミアム『これが恐竜王国ニッポンだ！』（アニメーションスーパーバイザー）
- 2019年 NHK連続テレビ小説 『ひよっこ2』タイトルバック（監督）
- 2019年 NHKスペシャル『恐竜超世界』（アニメーションスーパーバイザー）
- 2021年 NHK『ダーウィンが来た!「日本で大発見!恐竜新世界」』（アニメーションスーパーバイザー）
- 2022年 NHK連続テレビ小説 『ちむどんどん』タイトルバック（ディレクター）
- 2022年 映画『鋼の錬金術師 完結編 最後の錬成』（CGディレクター - MORIE Inc. 担当パート）

### CM・その他
- 2015年 月刊CGWORLD誌 200号記念号表紙[52]
- 2015年 京都学園大学CM『アサギマダラの夢』（アニメーション監督）
- 2016年 オカモト『オカモトゼロワンCM 恐竜篇』（監督[53]）
- 2016年 Outliers『THEO [テオ] コンセプトムービー』（アートディレクター[54]）
- 2017年 SUBARU『ASCENT SUV CONCEPT PV “The Universe Within”』（アニメーションスーパーバイザー）
- 2017年 PlayStation VR『傷物語VR』VRプロジェクションマッピング（アニメーションスーパーバイザー）
- 2017年 スクウェアエニックス『星のドラゴンクエスト』みんなで大決戦 ゾーマ襲来篇（キャラクターアニメーター）
- 2017年-2018年 日清『カップヌードルCM HUNGRY DAYS サザエさん篇・最終回篇』（CGディレクター）
- 2018年、2020年 『デッドデッドデーモンズデデデデデストラクション』CGアニメーション（監督[55]）
- 2018年-2019年 日本橋高島屋S.C. オープン予告MOVIE、グランドオープニングムービー（ディレクター）
- 2018年 Honda『ORIGAMI』（CGディレクター）
- 2018年 マンダム『ギャツビー スキンケア GATSBY COP 第1部篇』（キャラクターアニメーター）
- 2019年 豊島区×アニメイト『池袋PRアニメ』（CGプロデューサー）
- 2019年 マクドナルド『DJ マックフルーリー登場篇』（キャラクターアニメーター）
- 2019年 ドラゴン自主制作映像（2019年）（監督、プロデューサー[56]）
- 2020年 日清『カップヌードルCM HUNGRY DAYS ワンピース頂上騎馬戦篇』（CGアニメーションスーパーバイザー[57][58]）
- 2020年 松江総合医療専門学校CM（監督[59]）
- 2022年 「未来を取り戻そう」Web CM（CGディレクター[60]）

### 執筆
- 月刊CGWORLD誌『アニメーションスタイル』連載、2010年8月〜2020年9月[61]
- 『アニメーションスタイル＋』ボーンデジタル、2012年9月19日、ISBN 978-4862671332
- 『ポーズ・モーション・アニメーション!』ボーンデジタル、2021年3月30日、ISBN 978-4862465030